# 杨清轮
杨清轮（？—？），江苏阳湖县（今属常州市）人，清朝政治人物。
乾隆四十二年（1777年）丁酉科舉人，乾隆四十九年（1784年）甲辰科进士。嘉慶二年（1797年）攝湖廣蒲圻縣（今屬湖北省赤壁市）知縣。道光元年（1821年）接替李嗣业任福建兴化府知府一职，道光三年由徐鑑接任。